# Santa Bàrbara (Tarragona)
Santa Bàrbara egy község Spanyolországban, Tarragona tartományban. Santa Bàrbara Tortosa, La Galera, Mas de Barberans, Roquetes és Masdenverge községekkel határos. Lakosainak száma 3827 fő (2024).

## Népesség
A település népessége az elmúlt években az alábbi módon változott:
| Lakosok száma | 2294 | 3809 | 4028 | 3576 | 3322 | 3613 | 3965 | 3734 | 3707 | 3827 |
|               | 1857 | 1910 | 1940 | 1965 | 1991 | 2005 | 2010 | 2015 | 2019 | 2024 |